# Plane-Table-Gletscher
Der Plane-Table-Gletscher ist ein kleiner, spitz zulaufender Gletscher im ostantarktischen Viktorialand. In der Asgard Range liegt er auf der Nordseite des Plane Table und fließt ein Stück weit in das Wright Valley an dessen Südwand.
Das Advisory Committee on Antarctic Names benannte ihn 1997 in Anlehnung an die Benennung des Plane Table.